# Edman Ayvazyan
Edman Ayvazyan (en persa: اِاِدمان آیوازیان) (Teherán, agosto de 1932-Londres, 25 de marzo de 2020) fue un pintor iraní residente en Londres.

## Biografía
Edman Ayvazyan nació en Teherán en agosto de 1932. A edad temprana quedó huérfano de padre, razón por la que fue internado en la escuela armenia Jolfa en Isfahán de 1939 a 1948. Regresó a Teherán donde inició los estudios secundarios, que no llegó a finalizar a causa de las dificultades familiares, para trabajar como escritor en tabloide Gasparian. Durante la etapa en el Gasparian conoció al pintor Harvtyvn Minasian, quien le ayudó a dar su primeros pasos en el arte; se adentró en el mundo de la acuarela con el apoyo de Hagop Vartanyan.
Obtuvo el primer premio a los dieciséis años en el concurso Internacional de pintura juvenil. A los veintiséis años ganó la bienal de Ministerio de Cultura de Irán. Interesado por los paisajes locales recorrió los con frecuencia las pequeñas aldeas armenias cuyos habitantes inspiraron parte de su obra. Continuó su formación en la Academia de las Artes de Roma durante los años 1966 a 1968.
Ayvazyan representó a Daredevils de Sassoun, las obras de Hovhannes Tumanyan, creó muchos retratos, paisajes en tierra y paisajes marinos. Sus obras se pueden encontrar en museos de muchas iglesias, incluida la galera Lazar, en la Casa-Museo de Aram Khachaturian, en el Centro Histórico Rey Abdul Aziz de Riad y en colecciones privadas de empresas en Estados Unidos, Arabia, Reino Unido.
Falleció en Londres donde residía el 25 de marzo de 2020.

## Exposiciones
De 1950 a 1990, Ayvazyan participó en exposiciones grupales e individuales en Irán, Armenia, Reino Unido y Estados Unidos:
- Unión de Artistas de Armenia, Ereván, 1987
- Club Ararat, Tefran[5]
- "Colores de la patria", Ereván, Galería Nacional de Armenia, 2015[6]

## Premios
- Medalla Arshil Gorki de la República de Armenia Ministerio de la Diáspora, 2015.[cita requerida]